# Тейладе, Нини
Нини Арлетт Тейладе (дат. Nini Arlette Theilade; 15 июня 1915 года, Пурвокерто, Нидерландская Ост-Индия — 13 февраля 2018 года, Хесселагер, Дания) — датская артистка балета и балетный педагог. Ученица Любови Егоровой.
Родилась в семье переводчика-датчанина Ганса Тейладе, работавшего в Голландской Ост-Индии; её мать, Иоанна Катарина, имела наряду с индонезийскими польские, немецкие и французские корни и преподавала местным детям ритмику на основе методики Жака-Далькроза. В 1926 году семья Тейладе вернулась в Данию, и девочка стала посещать балетную школу Асты Моллеруп в Копенгагене. В 12-летнем возрасте Тейладе не была принята в школу Королевского балета, после чего мать отвезла её в Париж, надеясь, что лучшие учителя того времени обеспечат её развитие. Нини вскоре появилась в постановках Карины Ари в Монтрё с балетной труппой Opéra Comique, однако мать Нини сочла открывавшиеся здесь перед юной балериной возможности недостаточно крупными. После этого Нини поступила в школу Любови Егоровой, работавшей с лучшими артистами русского балета, так что первые шаги Тейладе в искусстве ей довелось делать рядом с Анной Павловой и Сержем Лифарём. По слухам, Павлова как-то сказала о ней: «Я — настоящее, а этот ребёнок — будущее».
В 1929 году Тейладе дебютировала в Гааге с сольной программой. В 1933-м её американские гастроли продюсировал Сол Юрок. Леонид Мясин посвящал ей свои постановки, а Сальвадор Дали придумывал эксклюзивные наряды. Исполнила роль Бедности в балете «Достославнейшее видение» (1938). Премьера балета «Вакханалия» (1939) вызвала скандал из-за костюма Венеры телесного цвета, когда зрители предположили, что исполнительница роли выступала нагая.
В возрасте 75 лет Нини вернулась в Данию, где на протяжении 20 лет преподавала в танцевальной школе на острове Фюн.
Ушла из жизни 13 февраля 2018 года в возрасте 102 лет.